# Znak Petrohradu
Znak Petrohradu, druhého největšího ruského města, je tvořen obdélníkovým, červeným štítem o poměru šířky ku výšce 8:9. Na štít jsou položeny dvě stříbrné kotvy (mořská se dvěma a říční se čtyřmi háky), doplněné (přes ně položeným) zlatým žezlem, zakončeným dvouhlavým orlem. Štít je završen imperátorskou korunou, za ním jsou dvě, křížem položená, zlatá žezla, svázaná světlemodrou svatoondřejskou stuhou.

## Historie
Oblast dnešního Petrohradu u řeky Něvy patřila od 17. století Švédsku. Během Severní války založil 27. (16.jul.) května 1703 Petr Veliký na Zaječím ostrově základy Petropavlovské pevnosti. Město (nazvané podle svého patrona sv. Petra – Sankt-Petěrburg) se roku 1712 stalo hlavním městem Ruského carství (před tím, a po roce 1917 to byla Moskva).
Pro petrohradský pluk byl roku 1712 použit červený plukovní prapor, na který byl použit jeden z emblémů z knihy „Symboly a emblémy". Tato kniha, vydaná roku 1705 v Amsterdamu (v ruštině), obsahovala množství vyobrazení různých figur a v Rusku sloužila jako zdroj plukovních či městských znaků. Znakem petrohradského pluku bylo zlatě planoucí srdce pod korunou a stříbrným pláštěm, s palmovými ratolestmi položenými pod ně (není obrázek). Srdce neobsahovalo (na rozdíl od předlohy) klíčovou dírku. Znak byl umístěn i na vlajce pluku a později bylo planoucí srdce uděleno prvnímu guvernérovi města, knížeti Menšikovovi.
V letech 1729–1730 byl pořízen nový soupis plukovních znaků, znak petrohradského pluku byl tvořen oválným červeným štítem, na který byly položeny dvě zkřížené stříbrné kotvy a přes ně zlaté žezlo. Na štít byla položena imperátorská koruna. Autorem tohoto znaku byl Francisco Santi, italský hrabě a ruský heraldik.
7. května 1780 byl podle Santiho návrhu zaveden znak města Sankt-Petěrburg, které bylo v letech 1712–1918 hlavním městem (v letech 1914–1924 se město jmenovalo Petrograd). Znak byl tvořen červeným štítem se dvěma zkříženými stříbrnými kotvami a zlatým žezlem přes ně. Kotvy představovaly mořský a říční přístav, žezlo symbolizovalo statut hlavního města.
V roce 1878 obdržela Sankt-petěrburská gubernie shodný znak, doplněný imperátorskou korunou a věncem dubových ratolestí. Ratolesti byly svázány světle modrou stuhou Řádu sv. Ondřeje Prvoznaného. Říční kotva měla místo čtyř pouze tři háky.
Ve druhé polovině 19. století navrhl německý heraldik Bernhard von Koehne pro petrohradský znak přidání honosných kusů – imperátorskou korunu a dvě zkřížená zlatá žezla, svázaná svatoondřejskou stuhou, položenou pod štít.

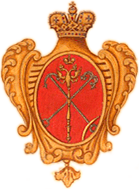
Znak petrohradského pluku (1730)
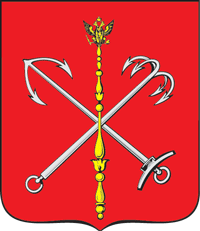
Petrohradský znak  (1780)
Znak Sankt-petěrburské gubernie (1878)
Petrohradský znak  (polovina 19. století)

V sovětské éře nebyl městský znak Petrohradu (v letech 1924–1991 přejmenovaného na Leningrad) používán, vadily monarchistické a náboženské atributy. Byl sice navržen nový městský znak s plachetnicí (symbolem Admirality), ale nedošlo k jeho oficiálnímu přijetí.

Návrh petrohradského znaku v sovětské éře

6. září 1991 byl opět zaveden městský znak v historické podobě z roku 1780. Znak byl schválen prezidiem leningradského Sovětu lidových zástupců usnesením č. 270 (Nařízení o znaku města Leningradu). Na vyobrazení přiloženém k nařízení byl rozpor s popisem – v popisu byly uvedeny tři háky na říční kotvě, vyobrazeny byly čtyři. V praxi se užívaly (min. do roku 2003) obě varianty. 2. prosince 1991 byl znak usnesením č. 11 na zasedání městského Sovětu, v návaznosti na lidové hlasování o přejmenování města zpět na Sankt-Petěrburg, potvrzen.